# 라키마르와트현
라키 마르와트현(파슈토어: لکي مروت ولسوالۍ, 우르두어: ضلع لکی مروت)은 파키스탄의 카이베르파크툰크와주 반누구에 있는 현이다. 1992년 7월 1일에 행정 구역으로 만들어지기 전에는 반누구의 테실이었다.

## 지리
이 구는 카이베르파크툰크와주의 남부에 위치한다. 북쪽으로는 카라크구와 반누구와 접하고, 서쪽으로는 탱크구, 남쪽으로는 데라인드라마일칸구, 동쪽으로는 펀자브주 (파키스탄)의 미안왈리구와 접한다.
이 구는 산과 모래 평야가 혼합되어 있다. 산악 지역은 구의 경계를 따라 특히 동쪽, 남동쪽, 남서쪽 및 북서쪽에 있다. 남동쪽으로는 마르와트 산맥이 라키마르와트를 데라인드라마일칸구와 분리하고, 동쪽으로는 카라크니아지 산맥이 펀자브주 (파키스탄)의 미안왈리구와 분리한다. 서쪽과 남서쪽으로는 바이타니 산맥에 둘러싸여 있으며, 이 산맥은 탱크구와 남와지리스탄구와 분리한다. 마르와트 산맥은 셰이크 바딘 근처에서 끝나고 바이타니 산맥이 시작된다. 이 언덕들의 일반적인 고도는 해발 500m에서 1000m 사이이다. 이 언덕 너머의 땅은 중앙 부분으로 점차 경사져 분지처럼 보인다. 주변 언덕에서는 많은 수의 개울이 흐른다. 쿠라마강은 북서쪽에서 남동쪽으로 구를 가로질러 흐르며 이사켈 마을 남쪽의 인더스강과 합류한다. 중요한 지류 중 하나는 감빌라강이며, 토치강으로도 알려져 있다. 이 분지의 대부분은 충적 평야이다. 이 평야의 북부 지역은 주로 쿠람-감빌라 도압에 위치하며 쿠람강에 의해 관개된다. 이 지역은 평평한 모래 지대이다. 남부 지역은 물결치는 모래 언덕으로 이루어져 있으며, 마르와트 및 바이타니 산맥의 배수를 감빌라강으로 운반하는 깊은 급류 침상에 의해 규칙적인 간격으로 홈이 파여 있다. 이 지역은 경작에 적합하며 지하수면은 토양 표면 아래로 상당히 깊다. 구의 서부 지역에서는 토양이 상당히 굳은 점토이며 언덕 기슭에는 돌층이 덮여 있다. 구 전체는 수많은 산간 급류와 깊은 협곡으로 나뉜다. 평야 지역의 일반적인 고도는 해발 약 200m에서 300m이다.

### 기후
이 지역은 모래 언덕, 뜨거운 열기, 건조한 날씨로 인해 사막의 모든 특징을 가지고 있다. 여름은 덥고, 겨울은 온화하게 시원하다. 여름은 5월 초에 시작하여 9월 말까지 계속된다. 6월과 7월이 가장 더운 달이며, 최고 기온은 42~45°C, 최저 기온은 약 29~35°C이다. 5월과 6월에는 낮은 습도로 인해 주기적인 모래 폭풍이 이 지역을 강타한다. 이 달에는 현지에서 루(Lu)라고 불리는 뜨거운 바람이 구 전체를 불어온다. 서늘한 기운은 10월에 시작된다. 11월 말, 12월, 1월, 2월, 3월 초가 겨울철이다. 겨울철 낮 기온은 그리 낮지 않지만, 밤에는 항상 급격히 떨어진다. 이 기간 동안 평균 최고 및 최저 기온은 각각 20°C와 4°C이다. 강수량은 드물고 산발적이며 일반적으로 7월과 8월에 비가 온다.

## 행정
라키마르와트구는 네 개의 테실로 나뉜다.

| 테실              | 면적 (km²) | 인구 (2023) | 밀도 (명/km²) (2023) | 문해율 (2023) | 연합 의회 |
| ----------------- | ---------- | ----------- | -------------------- | ------------- | --------- |
| 베타니 테실       | 132        | 35,571      | 269.48               | 31.62%        |           |
| 가지 켈 테실      | 1,153      | 329,775     | 286.01               | 54.29%        |           |
| 라키마르와트 테실 | 1,388      | 341,693     | 246.18               | 50.06%        |           |
| 사리 나우랑 테실  | 623        | 333,817     | 535.82               | 42.66%        |           |

이 구에는 3개의 시 위원회가 있다. 157개의 마우자(가장 작은 수익 단위)가 있다.

### 주 의회
| 주 의회 의원     | 정당 소속 | 정당 소속         | 선거구           | 연도 |
| ---------------- | --------- | ----------------- | ---------------- | ---- |
| 문나와르 칸      |           | 연합 행동 협의회  | 라키마르와트-I   | 2018 |
| 히샴 이나무라 칸 |           | 파키스탄 정의운동 | 라키마르와트-II  | 2018 |
| 안와르 하야트 칸 |           | 연합 행동 협의회  | 라키마르와트-III | 2018 |

## 인구 통계

### 개체군
| 연도  | 인구      | ±% p.a. |
| ----- | --------- | ------- |
| 1951  | 117,612   | —       |
| 1961  | 153,126   | +2.67%  |
| 1972  | 225,529   | +3.58%  |
| 1981  | 288,759   | +2.78%  |
| 1998  | 490,025   | +3.16%  |
| 2017  | 902,541   | +3.27%  |
| 2023  | 1,040,856 | +2.40%  |
| 출처: |           |         |

2023년 인구 조사 기준으로 라키마르와트구는 131,800가구에 1,040,856명의 개체군을 가지고 있다. 이 구의 성비는 남성 102.61명 대 여성 100명이며, 문해율은 48.47%로 남성 67.36%, 여성 28.95%이다. 조사 대상 인구의 344,296명(33.22%)은 10세 미만이다. 103,089명(9.90%)이 도시 지역에 거주한다. 파슈토어는 99.66%의 인구가 사용하는 지배적인 언어였다.

### 종교
| 종교 집단 | 1941    | 1941   | 2017    | 2017   | 2023      | 2023   |
| 종교 집단 | Pop.    | %      | Pop.    | %      | Pop.      | %      |
| --- | ------- | ------ | ------- | ------ | --------- | ------ |
| 이슬람교 | 100,551 | 92.82% | 901,932 | 99.98% | 1,034,204 | 99.80% |
| 힌두교 | 6,954   | 6.42%  | 16      | ~0%    | 24        | ~0%    |
| 시크교 | 827     | 0.76%  | 빈칸    | 빈칸   | 12        | ~0%    |
| 기독교 | 0       | 0.00%  | 43      | ~0%    | 2,040     | 0.20%  |
| 기타 | 0       | 0.00%  | 147     | 0.02%  | 20        | ~0%    |
| 총 개체군 | 108,332 | 100%   | 902,138 | 100%   | 1,036,300 | 100%   |
| 참고: 1941년 인구 조사 자료는 구 반누구의 라키마르와트 테실에 대한 것으로, 이는 구 국경 지역 라키마르와트를 제외한 현대의 라키마르와트구와 대략 일치한다. 구와 테실 경계는 1941년 이후 변경되었다. |         |        |         |        |           |        |

## 교통
라키마르와트는 라지 시대에 마리 인더스까지 협궤 철도선으로 연결되었다. 당시 반누의 테실이었던 이 도시는 철도 분기점이었다. 한 노선은 반누로, 다른 노선은 탱크로 이어졌다. 철도망의 범위는 서쪽의 부족 지역과 인접한 정착 지역의 한계를 항상 정의해 왔다. 그 이후로 철도 트랙은 제거되었고, 현재 이 지역은 도로망으로 연결되어 있다. 이 특정 철도 분기점의 흥망성쇠에 대한 자세한 내용은 Daily Dawn 에 실렸다.

## 주목할 만한 인물
- 압둘 샤쿠르, 전 종교부 장관
- 산트 싱 마스킨, 영향력 있는 시크 학자이자 신학자

## 인접 지역
- 미안왈리구
- 탱크구
- 와지리스탄
- 카라크구
- 데라인드라마일칸
- 반누

## 같이 보기
- 마르와트
- 파키스탄의 구

### 내용주
1. ↑  테실(tehsil)은 인도와 파키스탄의 행정 구역 단위로 우리나라의 행정 구역에 비유하면 "군"이나 "면" 정도의 역할을 한다고 생각할 수 있다.

테실은 행정 중심지 역할을 하는 도시와 그 주변의 여러 마을을 포함하는 구역으로, 행정 서비스나 개발 사업, 재난 구호 등 지역 주민들을 위한 다양한 업무를 담당한다.
2. ↑  종교가 질문되지 않은 민감 지역을 제외했기 때문에 공식 인구 수치와 다르다